# Ryszard Semka

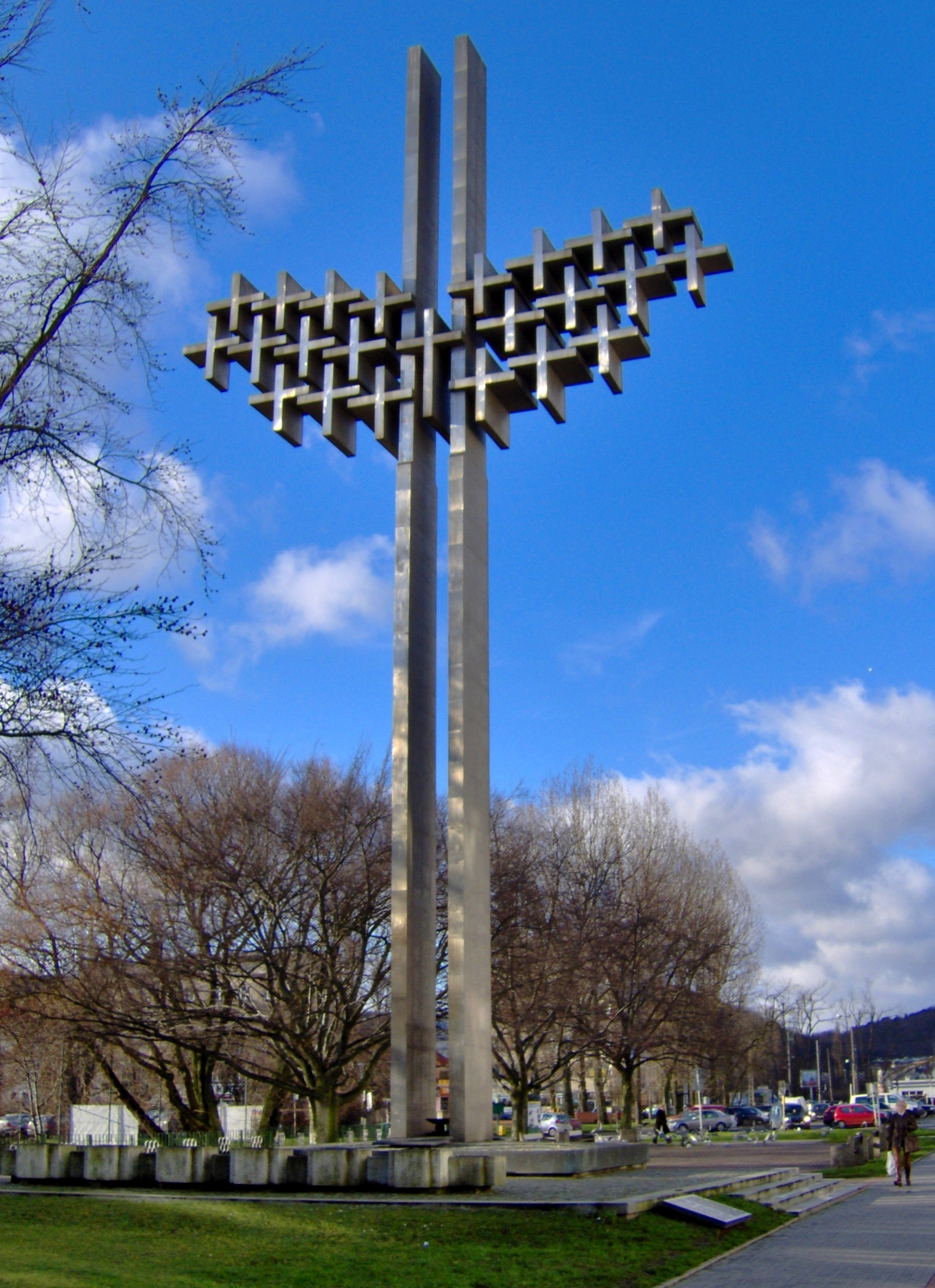
Gdyński Pomnik Ofiar Grudnia 1970, którego współautorem był Ryszard Semka

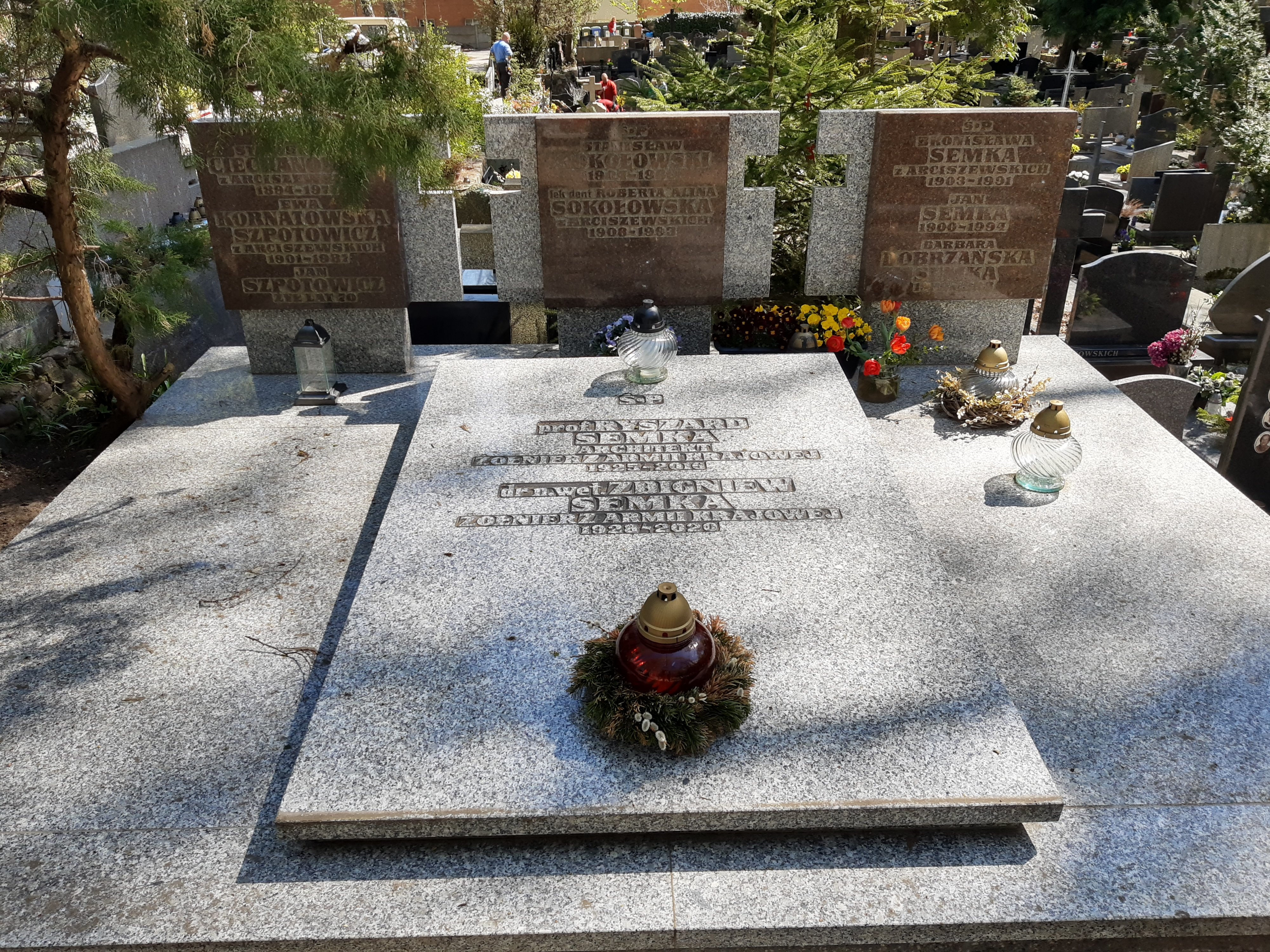
Grób Ryszarda Semki na cmentarzu katolickim w Sopocie

Ryszard Semka (ur. 19 września 1925 w Drzonowie, zm. 11 września 2016) – polski inżynier architekt, profesor sztuki, nauczyciel akademicki Państwowej Wyższej Szkoły Sztuk Plastycznych w Gdańsku.

## Życiorys
Studiował na Wydziale Architektury Politechniki Gdańskiej, dyplom w 1956 w Katedrze Architektury
Monumentalnej. Pracował w PWSSP w Gdańsku w latach 1950-1996, początkowo w Katedrze Projektowania Architektonicznego, prowadził Pracownię Projektowania Przestrzennego i Pracownię Projektowania Architektury Wnętrz. W latach 1971–1978 i 1980–1984 dziekan Wydziału Architektury Wnętrz i Wzornictwa Przemysłowego.
Autor budynków w Gdańsku, wnętrz w Gdańsku, Sopocie i Warszawie, nowej części budynku ASP w Gdańsku (przy Zbrojowni). Projektant odbudowy Starego Miasta w Elblągu. Autor (1993) Pomnika Ofiar Grudnia ’70 w Gdyni przy al. Piłsudskiego (wspólnie z prof. Sławojem Ostrowskim).
Został pochowany na cmentarzu katolickim w Sopocie (kwatera C4-2-1). Był stryjem dziennikarza Piotra Semki.